# 古迪瓦达
古迪瓦达（Gudivada），是印度安得拉邦Visakhapatnam县的一个城镇。总人口7107（2001年）。

## 人口
该地2001年总人口7107人，其中男性3760人，女性3347人；0—6岁人口922人，其中男470人，女452人；识字率64.35%，其中男性为73.88%，女性为53.63%。